# Dendrobium hamaticalcar
Dendrobium hamaticalcar là một loài thực vật có hoa trong họ Lan. Loài này được J.J.Wood & Dauncey mô tả khoa học đầu tiên năm 1993.